# NGC 2788B
NGC 2788B is een spiraalvormig sterrenstelsel in het sterrenbeeld Vliegende Vis. Het bevindt zich in de buurt van NGC 2788 en NGC 2788A.

## Synoniemen
- ESO 60-25
- PGC 25443